# Turóc
A Turóc (szlovákul Turiec, németül Turz) folyó Szlovákiában, a Zsolnai kerületben, a Vág bal oldali mellékfolyója.

## Futása
A Turóci-medencét délről határoló Körmöci- (Kremnické vrchy), illetve Zsár-hegységekben (Žiar) ered. Délnyugatra majd északnyugatra folyik, ezután kiérve a medencébe északnak tart, majd Ruttkánál, Lamosfalvával szemben a Vágba ömlik. 
Felső szakaszán Turcseknél gát és víztározó épült 1996-ban.

## Települések a folyó mentén
(Zárójelben a szlovák név szerepel.)
- Turcsek (Turček)
- Turócnémeti (Sklené)
- Stubnyafürdő (Turčianske Teplice)
- Turóctölgyes (Dubové)
- Turócborkút (Budiš)
- Turóckelemenfalva (Kaľamenová)
- Nagycsepcsény (Veľký Čepčín)
- Ivánkafalva (Ivančiná)
- Márkfalva (Jazernica)
- Turócbalázsfalva (Blažovce)
- Moskóc (Moškovec)
- Szocóc (Socovce)
- Lézsa (Ležiachov)
- Nagyrákó (Rakovo)
- Benefalva (Benice)
- Pribóc (Príbovce)
- Kostyán (Košťany nad Turcom)
- Turócszentpéter (Turčiansky Peter)
- Turócszentmárton (Martin)
- Ruttka (Vrútky)